# Ташкентское высшее общевойсковое командное училище
Ташкентское высшее общевойсковое командное училище (узб. Toshkent oliy umumqoʻshin qoʻmondonlik bilim yurti) — военное учебное заведение Министерства обороны Республики Узбекистан, созданное в 1993 году на базе подразделения Министерства обороны СССР Ташкентского высшего общевойскового командного училища имени В. И. Ленина (ТВОКУ им. Ленина).

## История
Ташкентское общевойсковое училище, или как его называли в просторечье — Ленинское училище ведет отсчет своей истории с 12 июля 1918 г., когда Военный Комиссариат Туркестанской Советской Республики приказом № 456 создал комиссию по организации Туркестанских советских командных курсов в городе Ташкенте для подготовки красных командиров. 31 июля 1918 г. было объявлено положение и штаты Туркестанских советских командных курсов.
17 сентября 1918 г. на курсах начались регулярные занятия. 22 сентября состоялось торжественное открытие курсов, на котором присутствовали представители местных военных, партийных и профсоюзных организаций Ташкента.

### Первые бои
25 декабря 1918 г. курсы были переведены из здания бывшего юнкерского военного училища в крепость для постоянного размещения. В январские дни 1919 г. курсанты принимали активное участие в боях в Ташкенте против мятежников под руководством К. Осипова.
С 18 января 1919 г. курсы стали называться Туркестанской школой военных инструкторов им. В. И. Ленина.
Первое боевое знамя было в торжественной обстановке вручено курсам Председателем ТуркЦИК В. Д. Вотинцевым, секретарём ЦК Коммунистической партии Туркестана А. Ф. Солькиным и военно-политическим комиссаром Закаспийского фронта М. Мжельским от имени ЦИКом Туркестанской Советской Республики 3 ноября 1918 г..
Программа курсов включала: тактическую подготовку, топографию, артиллерию, инженерное и пулемётное дело, стрельбу, верховую езду, уставы, автотракторное дело, политическую экономию, географию, историю, основы физики, химии, электротехники, практические занятия. Намечалось создать 12-15 классных отделений по 25-30 человек.
Первым заведующим (начальником) Туркестанских командных курсов был Кушаков (1918 г.) и комиссаром курсов был С. М. Федосеев. С ноября 1918 г. по 1919 г. курсами командовал бывший комендант крепости Кушка, генерал-лейтенант русской армии А. П. Востросаблин, который добровольно после революции перешёл на сторону новой власти и принимал активное участие в борьбе с контрреволюционными выступлениями в Туркестане. В разное время в годы гражданской войны (1918—1920 гг.) военными курсами командовали также С. Н. Третьяков (1918 г.), К. П. Долгашев-Дик (1919—1920 г г.), Киреев (1919 г.), С. В. Булюкин (1920—1921 гг.).
Среди командиров, преподавателей, военных инструкторов, кому довелось обучать будущих краскомов в 1918—1920 гг., были Алексеев, Гордеев, А. М. Гуртих, Давыдов, С. Г. Колбасин, А. П. Колюшев, Карташев, Н. А. Мартихин, Д. В. Полетаев, Д. С. Скворцов, М. В. Слободин, Н. А. Саларев, А. В. Токарский, В. Н. Финкельштейн.

### Ленинское училище в годы гражданской войны
7 ноября 1918 г., в день первой годовщины революции, ввиду острой нужды в красных командирах состоялся первый досрочный выпуск из наиболее подготовленных двенадцати курсантов, в числе которых были Николай Бондарев, Иван Ершов, Матвей Качалин, Николай Лобачев, Антон Морозов, Александр Орлов, Евгений Телеш, Сергей Сухов, Афанасий Языков, Петр Михальский, Иван Коновалов, Михаил Шулепов. Все они выехали на Закаспийский фронт. 12 февраля 1919 года курсы дали ещё десять красных командиров, а шестого ноября 1919 года последовал третий выпуск командиров уже в количестве 50 человек.
Командные должности в 1921—1922 годах в школе имени В. И. Ленина занимали военные специалисты старой армии, за исключением должностей начальника школы, военкома и политработников. Занятия с курсантами проводили преподаватели бывшего Ташкентского военного училища, большинство которых, имея хорошую специальную военную подготовку и навыки преподавания военных дисциплин, добросовестно передавали свои знания будущим красным командирам. В сентябре 1923 года, в школу прибыла первая группа преподавателей военных дисциплин, окончивших Петроградскую военно-педагогическую школу. Среди них были преподаватели тактики О. Л. Осипов, стрелкового дела — М. Н. Биркин, артиллерии — Гусев, инженерного дела — И. П. Иванов, военной топографии — Кузьмин, военной администрации — В. Н. Кораблев, командир роты Марцинкевич и другие.
15 января 1921 год состоялся шестой выпуск «краскомов» интернациональной роты в количестве 84 человек, среди выпускников которой были венгры, австрийцы, немцы из числа бывших военнопленных попавших в Туркестан в годы Первой мировой войны. Большинство из них в дальнейшем воевало в частях Туркестанского фронта, а некоторые в дальнейшем в частях Красной Армии РСФСР, несколько человек из этого выпуска были оставлены на курсах командирами взводов.
9 февраля 1921 года курсы были реорганизованы в 23- ю Ташкентскую пехотную школу командного состава имени В. И. Ленина. 1 июля 1921 года в школе состоялся последний выпуск с правами пехотных командиров по 8-месячной программе обучения. Последующие выпуски командиров производились после прохождения курсантами нормального курса обучения.
На должность начальника школы 11 сентября 1921 года был назначен А. В. Антонов (1921—1923), а военкомом — М. П. Смирнов (1921—1922).
В мае 1922 года были расформированы 29-е мусульманские пехотные командные курсы, а часть их личного состава влилась в 23-ю Ташкентскую пехотную школу командного состава имени В. И. Ленина, образовав роту, в которой готовились кадры для национальных частей Туркфронта. 18 ноября 1922 года приказом Реввоенсовета Туркестанской Республики 23-я Ташкентская пехотная школа командного состава имени В. И. Ленина, 15-е кавалерийские Алма-Атинские и 3-е артиллерийские Туркестанские командные курсы были реорганизованы в объединённую школу комсостава с присвоением ей наименования Ташкентская объединённая имени В. И. Ленина командная школа (ТОШ). Позднее, 9 мая 1923 года, школа была переименована в 4-ю Ташкентскую объединенную имени В. И. Ленина командную школу (4ТОШ).
В апреле 1922 года курсанты и командиры курсов в течение нескольких месяцев принимали активное участие в боях с басмачами Энвер-паши в составе войсковых частей, проводивших по решению Реввоенсовета Туркфронта операцию в Восточной Бухаре. Вместе с другими частями фронта в разгроме басмаческих банд участвовали и 15-е Алма-Атинские (Верненские) кавалерийские командные курсы в составе двух эскадронов, влившихся в ноябре 1922 года в школу имени В. И. Ленина.
С 24 июня по 13 сентября 1923 года сводный отряд 4-й Ташкентской объединённой имени В. И. Ленина командной школы в составе кавалерийского эскадрона с пулеметным взводом пулеметной роты, а также сводная курсантская рота пехоты совместно с гарнизонами Аулиеата (Джамбул) и Бричмуллы приняли участие в ликвидации басмаческих банд Баястана в районах Аблык, Бричмуллы и Чаткальской долины.

### Предвоенный период
С 10 октября 1923 года до 1 июля 1927 года начальником Четвёртой Ташкентской объединенной имени В. И. Ленина командной школы был Н. Н. Биязи, прошедший в рядах Красной Армии с 1918 года путь от солдата до командира дивизии.
Большой популярностью среди курсантов и командиров пользовался спорт. Курсанты и командиры принимали активное участие в различных секциях, добивались высоких спортивных показателей. Секцией гимнастики в школе руководил преподаватель Л. Панкратов, легкой атлетикой — Н. Овсянников (впоследствии чемпион и рекордсмен Советского Союза, заслуженный мастер спорта, полковник), стрелковой секцией — М. Биркин (впоследствии чемпион Советского Союза, полковник), секцией спортивных игр — В. Сизов (впоследствии полковник). Широкое распространение получили прикладные виды спорта: военизированные кроссы, фехтование, рубка, джигитовка, скачки, стрельба. Из спортивных игр наибольшим успехом пользовался футбол. Футбольная команда школы вскоре добилась хороших результатов и стала чемпионом города. Она с успехом защищала честь округа и Узбекистана на междугородных и республиканских встречах.
Высоких показателей в спортивно-массовой работе добились курсанты кавалерийского эскадрона и артиллерийского дивизиона. Команда эскадрона и дивизиона школы, участвуя в одном из конноспортивных состязаний округа по джигитовке, рубке и скачках, заняла второе место в округе, а по стрельбе — первое.
9 октября 1924 года в школу влились повторные курсы командного состава Туркестанского фронта. С этого времени она стала ежегодно выпускать командиров — бывших участников войны, не прошедших по условиям обстановки нормального курса обучения. Эти командиры в течение одного года должны были пройти программу за три курса нормальной школы. В августе 1927 года был произведен последний выпуск командиров повторного отделения школы.
В декабре 1926 года школу инспектировал герой гражданской войны С. М. Буденный. Школа получала хорошие отзывы о качественной подготовке будущих командиров.
В 1927 году были объединены три военные школы: Объединённая среднеазиатских национальностей военная школа, Военно-политическая школа и Ташкентская объединённая имени В. И. Ленина командная школа в одну — Объединённую Среднеазиатскую военную школу имени В. И. Ленина (ОСАВШ).
Начальником и комиссаром школы в 1927—1932 годах был А. К. Малышев, комиссаром школы — И. П. Куглеев (в 1927—1930 годах).
С 27 сентября по 30 ноября 1927 года подразделения Объединенной Среднеазиатской военной школы (ОСВШ) имени В. И. Ленина принимали самое активное участие в разгроме басмаческих банд Джунаид-хана в песках Каракумов. За активное участие в операции против Джунаид-хана школе имени В. И. Ленина была объявлена благодарность приказом командующего войсками Среднеазиатского военного округа и специальной комиссии по борьбе с басмачеством.
В 1927 году при ОСВШ имени В. И. Ленина были организованы годичные Военно-политические курсы по подготовке политработников среднего звена, первый выпуск которых состоялся 1 августа 1928 года первый. С 1928 по 1936 год на этих курсах было произведено 11 выпусков.
Кроме военно-политических курсов при ОСАКВШ имени В. И. Ленина, функционировали курсы переподготовки командного состава (1929—1931) и подготовительное отделение (1927—1930).
В 26 марта по 4 июня 1929 года взвод курсантов школы принимал участие в ликвидации басмаческих банд в южных районах Средней Азии. Во второй половине августа 1929 года рота выпускного курса под командованием С. А. Ивановского ликвидировала остатки разгромленной в 1923 году банды Баястана в верховьях реки Чаткал. С 29 сентября по 15 октября 1929 года кавалерийский эскадрон школы под командованием А. Редченко принимал участие в ликвидации басмаческих банд на территории Бостанлыкского района Сырдарьинской области. 30 сентября эскадрон разгромил группу басмачей в кишлаках Ходжикент и Чартак, и оттеснили бандитов в направлении кишлака Бричмулла, где были сосредоточены их основные силы, действовавшие в этом районе.
За боевые заслуги ЦИК Узбекской ССР 9 февраля 1930 года наградил школу Почётным революционным Красным Знаменем.
С 28 августа по 19 октября 1931 года Объединённая Среднеазиатская школа имени В. И. Ленина в числе других частей Среднеазиатского военного округа принимала участие в боевой операции против басмачества в Каракумах на территории Туркменской ССР.
За боевые отличия в героической борьбе с контрреволюцией во время Каракумской операции Объединённая Среднеазиатская школа имени В. И. Ленина 5 ноября 1931 года была награждена орденом Трудового Красного Знамени Туркменской ССР и 7 марта 1933 года — Почётным революционным Красным Знаменем ЦИК СССР.

### Генерал Петров
С 1932 по 1940 годы начальником училища был комбриг И. Е. Петров впоследствии один из выдающихся советских военачальников Великой Отечественной войны.
Показателем уровня высокого стрелково-тактического мастерства курсантов и командиров ОСАКВШ имени В. И. Ленина явились контрольные стрельбы, проведенные командованием округа по окончании зимнего периода обучения весной 1933 года. На контрольных стрельбах из винтовок, ручных и станковых пулеметов школа получила отличную оценку, артиллерийский дивизион — хорошо, общая оценка — хорошо. Большим достижением по стрелковому делу явилось то, что школа подготовила немало снайперов.
Позднее, в период Великой Отечественной войны с 5 августа по 16 октября 1941 года во время боёв за Одессу генерал И. Е. Петров был одним из организаторов её обороны. После боёв за Одессу он возглавил Отдельную Приморскую армию, которая героически обороняла Севастополь. В период героической обороны города (с 30 октября 1941 г.) Иван Ефимович был одновременно заместителем командующего Севастопольским оборонительным районом. За оборону Севастополя И. Е. Петров был удостоен звания Героя Советского Союза.
В марте 1937 года Объединенная Среднеазиатская Краснознаменная военная школа имени В. И. Ленина была переименована в Ташкентское Краснознаменное военное училище, а в 1938 году была проведена реорганизация училища — артиллерийское и кавалерийское отделения были переведены в другие военные училища. С этого года училище перешло к одному профилю обучения — к подготовке командиров-пехотинцев и переименовано в Ташкентское Краснознаменное пехотное училище имени В. И. Ленина.
Среди участников боёв зимой 1939—1940 годов были и выпускники Ташкентского Краснознаменного пехотного училища имени В. И. Ленина: А. Толстов командовал дивизией, В. Русских был начальником штаба дивизии (выпуск 1924 г.). Вместе с представителями старшего поколения выпускников училища в боях принимали участие и молодые командиры: Н. Гаврилов, Голощапов, И. Гречин, Колесниченко, Лымар, Петин, А. Тупиков, Ф. Утешев.
С момента создания училища по 1941 год из его стен было выпущено несколько тысяч командиров-пехотинцев, кавалеристов, артиллеристов и политработников среднего звена.

### Училище в период Второй мировой войны
С началом войны в июне-июле 1941 года выпускники училища были направлены на различные командные должности в 310, 312, 314 и 316 стрелковые дивизии. Так, в 316-ю стрелковую дивизию получили назначение 170 офицеров-выпускников, в 312 и 314-ю — по 196 человек. Кроме молодых офицеров, части и соединения доукомплектовывались кадровыми боевыми офицерами — командирами и преподавателями. Первыми среди них были комиссар школы С. И. Шаманин, назначенный на должность комиссара 310 стрелковой дивизии; начальник учебного отдела полковник М. И. Кружков — на должность начальника штаба дивизии; командиры батальонов А. Г. Юртов и подполковник Ш. И. Мелкадзе — командирами полков в 310-ю стрелковую дивизию; командир батальона майор Н. В. Зайковский — на должность командира полка в 213-ю стрелковую дивизию; помощник начальника учебного отдела майор К. Н. Гофман — на должность начальника штаба 316-й стрелковой дивизии; офицер учебного отдела старший лейтенант И. Мамонов — на должность начальника штаба стрелкового полка 316-й дивизии.
После выпуска 1941 года все занятия строились в связи с требованиями военного времени. Переключившись на подготовку офицеров по новой программе, училище в 1941 году дало фронту большую группу молодых офицеров. В октябре 1941 года выпустило группу офицеров для танковых войск, а также группу офицеров из местных национальностей для формируемых национальных кавалерийских частей. За 1941 год училище дало фронту тысячи офицеров.
Сделав новый набор курсантов, училище перешло на оперативный срок обучения — шестимесячную программу. Чтобы за столь короткий срок дать будущим офицерам необходимые командирские знания, училище перешло на 10-часовой рабочий день.
Основу обучения составляли политическая подготовка и только военные предметы. Тактической и огневой подготовке уделялось особенно большое внимание. Сокращается преподавательский состав. Все специальные дисциплины ведут командиры рот и взводов.
Выпускники и преподаватели Ташкентского высшего общевойскового командного училище имени В. И. Ленина внесли немалый вклад в дело победы в Великой Отечественной войне. За годы войны училище подготовило для Красной Армии около восьми тысяч командиров. Командиры-выпускники училища сражались под Москвой в 1941 году, били врага на Курском выступе, форсировали Днепр, освобождали Украину, Белоруссию, Молдавию; с боями входили и освобождали Польшу, Венгрию, Чехословакию и Румынию; участвовали в завершающих Берлинской и Пражской операциях.
Многие из выпускников-ленинцев стали видными военачальниками. Среди них прославленные ветераны — генерал армии А. А. Лучинский, генерал армии Н. Г. Лященко, генерал-полковник артиллерии М. А. Парсегов, генерал-лейтенанты П. С. Курбаткин, Файзулла Нарходжаев, генерал-майоры М. Узаков, И. К. Колодяжный и другие.
Значительный вклад в победу внесли генералы И. Е. Петров, В. К. Баранов, И. Ф. Куц, А. И. Балаев, Н. С. Передельский, С. А. Товстолес, А. Ф. Чудесов, А. И. Баксов, подполковник П. И. Хорошев и другие преподаватели и командиры училища.
Более сорока воспитанников ленинского училища удостоены высокого звания Героя Советского Союза, тысячи награждены орденами и медалями СССР.
В ознаменование 25-й годовщины Ташкентского Краснознамённого пехотного училища имени В. И. Ленина и за выдающиеся успехи в подготовке командных кадров Красной Армии и непосредственное участие в боях за Родину училище было 30 августа 1943 года указом Президиума Верховного Совета СССР награждено орденом Красной Звезды.
В период с 13 августа 1944 года по май 1945 года начальником училища был полковник И. В. Капров, бывший командир 1075-го стрелкового полка 316-й стрелковой дивизии (впоследствии 8-я гвардейская), бойцы которой отличились при обороне Москвы в 1941 году.
В 1945 году училище переходит на штат двухбатальонного состава с годичным сроком обучения, перестроив учебный процесс по программе мирного времени.

### Училище в послевоенный период
После войны преподаватели и командиры Ташкентского военного училища имени В. И. Ленина развернули большую работу по изучению и широкому внедрению в практику обучения курсантов богатейшего опыта советских войск в годы Великой Отечественной войны. Серьёзное внимание было уделено улучшению тактической и огневой подготовки. Училище получило новейшую военную технику и оружие, были хорошо оборудованы классы, учебные поля, созданы необходимые наглядные пособия.
Больших успехов в боевой подготовке курсантов училище добилось в годы командования им генерал-майора Ф. Н. Смехотворова (1946—1949) — участника обороны Сталинграда, который установил в училище образцовый порядок. В 1945—1954 годах начальниками училища были полковники И. М. Сивоконь и Н. С. Алексеев.
С декабря 1954 по февраль 1956 года генерал-майор А. И. Нерченко.
В сентябре 1956 года состоялась встреча выпускников училища с командующим тогда войсками Туркестанского военного округа Героем Советского Союза генералом армии А. А. Лучинским.
18 апреля 1957 года училище посетил заместитель Министра обороны Союза ССР Маршал Советского Союза А. М. Василевский.
28 марта 1957 года из Москвы были доставлены знамёна училища, находившиеся ранее на хранении в Центральном музее Советской Армии. Распоряжением Заместителя Министра обороны Союза ССР, Маршала Советского Союза В. Д. Соколовского были возвращены на постоянное хранение в училище Революционное Красное знамя ЦИК СССР, врученное ему 16 марта 1930 года, Почётное революционное Красное знамя, врученное училищу ЦИК Узбекской ССР 1 мая 1930 года и Почётное революционное Красное знамя ЦИК СССР, которым училище было награждено в 1933 году за боевые отличия в Каракумской операции.
В 1958 году Ташкентское Краснознамённое и ордена Красной Звезды военное училище имени В. И. Ленина преобразовано в высшее и приравнено к высшему учебному заведению. Срок обучения в училище стал четыре года, из них: один год — изучение основ военного дела и получение практических навыков в несении воинской службы в войсках; три года — теоретическая и практическая подготовка непосредственно в училище. С переходом на новую программу обучения курсанты, наряду с военными дисциплинами, стали изучать высшую математику и теоретическую механику, физику, химию и другие предметы.
В 1959 году училище дважды (в январе и марте) проверялось специальными комиссиями Туркестанского военного округа, Главного управления боевой подготовки Сухопутных войск, Главного политического управления Советской Армии и Военно-Морского Флота и Центральных управлений Министерства обороны СССР. В период проверки училище посетили Маршалы Советского Союза — первый заместитель Министра обороны СССР А. А. Гречко, И. X. Баграмян и генерал армии В. Я. Колпакчи.
В период 1959—1962 годов под руководством начальника училища генерал-майора А. С. Задорина и в период 1962—1968 под руководством начальника училища генерал-майора Л. К. Положенцева было осуществлено строительство важных объектов учебно-материальной базы училища. Большую помощь в этом оказывали командующий войсками Туркестанского военного-округа генерал армии И. И. Федюнинский (1957—1965) и первый заместитель командующего генерал-лейтенант Н. Г. Лященко.
К 1 июля 1970 года из училища на 2 курс убыла одна курсантская рота в количестве 100 курсантов в Алма-Атинского ВОКУ, которые вместе с двумя полуротами из Киевского и Московского ВОКУ стали костяком в формировавшемся первом батальоне курсантов, позже прибыли курсанты из других ВУЗов.
В 80-е годы XX века выпускники училища покрыли себя неувядаемой славой, участвуя в боевых действиях в Афганистане. Например, среди известных офицеров — выпускников училища, воевавших там, можно отметить генерал-лейтенанта, российского политика — депутата Государственной Думы РФ 2-го созыва — Льва Яковлевича Рохлина.
25 сентября 1988 года училище посетил кандидат в члены Политбюро ЦК КПСС, министр обороны СССР генерал армии Д. Т. Язов.
В 1990 году было принято постановление правительства Узбекской ССР об упрощённом поступлении в училище юношей коренных (узбекской и каракалпакской) национальностей, им достаточно было сдать тесты на физическую подготовку.

### Период независимого Узбекистана
После обретения Республикой Узбекистан независимости Ташкентское высшее общевойсковое командное училище имени В. И. Ленина было расформировано. Последнее Знамя и ордена ТВОКУ изъяты с поста номер 1 и сданы на хранение в музей Министерства Обороны Республики Узбекистан.
Приказом Министра обороны Республики Узбекистан № 46 от 26 марта 1993 года на базе Ташкентского высшего общевойскового командного Краснознаменного ордена Красной звезды училища имени В. И. Ленина было образовано новое военное училище, получившее название Ташкентское высшее общевойсковое командное училище (ТВОКУ). По-узбекски: Тошкент Олий Умумкушин Кумондонлик билим юрти (ТОУКБЮ).
В 1992 году Ташкентское высшее общевойсковое командное училище перешло под юрисдикцию Узбекистана. Вместе с ним Узбекистану отошли Ташкентское высшее танковое командное училище и Самаркандское высшее военное автомобильное командно-инженерное училище. В связи с политикой властей республики нацеленной на полную подготовку офицерских кадров для вооружённых сил собственными силами, на базе доставшихся в наследство от СССР имевшихся военных учебных заведений, была осуществлена многопрофильная схема обучения. На базе общевойскового училища, были созданы факультеты по подготовке иных военно-учётных специальностей кроме как «командир мотострелкового взвода».
В настоящее время на факультетах ТВОКУ осуществляется обучение по 4 военно-учётным специальностям:
- командно-тактические специальности:
  - командир мотострелкового взвода;
  - командир разведывательного взвода;
  - командир артиллерийского взвода;
- офицер по работе с личным составом.

В настоящее время выпускники ТВОКУ имеют свой неофициальный клуб.

## Командование училища
- 1. Кушаков, Константин Порфирьевич (31 июля – 1 сентября 1918 г.) Бывший подполковник Русской Императорской армии. До осени 1917 г. проходил службу в должности командира 318-го пехотного Черноярского полка, также служил в 1-м, 5-м Туркестанских стрелковых полках и штабе Туркестанского военного округа, в РККА с июля 1918 г., был уволен в запас РККА в связи с болезнью (07.11.1918 г.)
- 2. Третьяков, Сергей Иванович(4 сентября – 7 ноября 1918 г.) (бывший генерал-лейтенант Русской Императорской армии) на 1 января 1909 г. - 119-й пехотный Коломенский полк, штабс-капитан. Погиб (был убит на улице - скорей всего нарушение режима "комендантского часа" ) в период Осиповского мятежа в г. Ташкенте в январе 1919 г. В период с ноября 1918 г. по январь 1919 г. он занимал должность командира 1-й роты курсантов в составе Туркестанские Советские командные курсы Рабоче-Крестьянской Армии.
- 3. Востросаблин, Александр Павлович (7 ноября 1918 года – 18 апреля 1919 г.), подвергся нападению со стороны белогвардейцев (00.08.1920 г.) при следовании поездом, скончался от полученных травм (конец 1920 г.)
- 4. Долгашев-Дик Константин Павлович 12 мая – 21 июня 1919 г. (бывший офицер Русской Императорской армии)
- 5. Киреев (21 июня – 14 августа 1919 г.)(требует уточнения имя и отчество) бывший офицер Русской Императорской армии
- 6. Булюкин Сергей Васильевич (14 августа 1919 г. – 2 марта 1920 г.)
- 7 Алексеев 3 марта – 18 июня 1920 г. требует уточнения имя,отчество
- 8 Долгашев-Дик Константин Павлович 18 июня - 25 июня 1920 г.
- 9 Миних Василий Николаевич 25 июня 1920 г. – 21 июня 1921 г.
- 10 Фролов И.И. 21 июня – 11 сентября 1921 г. требует уточнения имя,отчество
- 11 Антонов Андрей Васильевич 11 сентября 1921 г. – 14 октября 1923 г.
- 12. генерал-лейтенант (1944) Биязи, Николай Николаевич (14 октября 1923 г. – сентябрь 1925 г.)
- 13. сентябрь 1925 г. - июль 1926 г.
- 14 генерал-лейтенант (1944) Биязи, Николай Николаевич (июль 1926 г. – 1 июля 1927 г. (август 1927 г.) ??
- 15. комполка Малышев Александр Кузьмич (1 июля 1927 г. (август 1927 г.) ?? – 1 сентября 1932 г. комдив (1938), арестован (1938), расстрелян (1939), реабилитирован (1957)
- 16. комбриг (с 4 июня 1940 г. - генерал-майор) Петров, Иван Ефимович (3 сентября 1932 г. – 23 июня 1940 г.) Герой Советского Союза (29.05.1945), генерал армии (1944)
- 17. полковник Сологуб, Иван Петрович (25 июня 1940 г. – начало декабря 1941 г.) погиб под Сталинградом (09.08.1942)
- 18. полковник Ильянцев, Никифор Алексеевич (начало декабря 1941 г. – сентябрь 1943 г.)
- 19. генерал-майор (до 1943 г.) Антипин, Иван Павлович' (сентябрь 1943 г. – 13 августа 1944 г.)
- 20. полковник Карпов, Илья Васильевич (13 августа 1944 г. – сентябрь (??) 1945 г.)
- 21. полковник Трофимов, Федор Карпович (сентябрь (??) 1945 г. – 24 июля 1946 г.)
- 22. генерал-майор (1940) Смехотворов, Фёдор Никандрович (4 августа 1946 г. – 23 февраля 1949 г.)
- 23. полковник Сивоконь, Иван Максимович (25 февраля 1949 г. – 23 сентября 1952 г.) генерал-майор (середина 1950-х гг.)
- 24. полковник Алексеев, Николай Сергеевич (23 сентября 1952 г. – 23 декабря 1954 г.)
- 25. генерал-майор (1940) Нерченко, Алексей Иванович (23 декабря 1954 г. – 29 декабря 1955 г.)
- 26. генерал-майор (1943) Конинский,  Василий Алексеевич (29 декабря 1955 г. – 12 июня 1958 г.0
- 27 ?? (12 июня 1958 г. - 16 марта 1959 г.)
- 28. полковник, с 25.05.1959 г. - генерал-майор Задорин, Александр Семёнович (16 марта 1959 г. – 11 октября 1961 г.)
- 29. ??? (11 октября 1961 г. - 19 января 1962 г.)
- 30. генерал-майор Положенцев, Леонид Кириллович (19 января 1962 г. – 14 ноября 1968 г.)
- 31. полковник Лебедев, Герман Григорьевич (14 ноября 1968 г. – 23 октября 1971 г.)
- 32. генерал-майор танковых войск (1966) Пупков, Иван Сергеевич (3 ноября 1971 г. – 19 июля 1973 г.)
- 33. генерал-майор танковых войск (1972) Камков, Анатолий Григорьевич (19 июля 1973 г.—1978 г.) ?
- 34. генерал-майор танковых войск Цурочкин, Пётр Михайлович (1978 г. - 23 марта 1985 г. ?)
- 35. генерал-майор (1980) Лысухин, Александр Васильевич (23 марта 1985 г. – 17 апреля 1991 г.)
- 36. генерал-майор Боровой, Валерий Павлович (17 апреля 1991 г. - 1992 г.)